# Ignacio Crespo del Castillo
Ignacio Crespo del Castillo (Las Palmas de Gran Canària, 10 d'octubre de 1908 - Madrid, 3 de juliol de 2009) va ser un militar espanyol.

## Biografia
Era fill d'Ignacio Crespo Coto, qui en 1896 havia lluitat contra els independentistes filipins a Novaliches i fou condecorat amb la creu llorejada de Sant Ferran. El 1922 va ingressar a l'Acadèmia d'Infanteria de Toledo i el 1925 obté el grau d'alferes, alhora que és destinat al Regiment d'Infanteria Bailén a Logronyo. En novembre de 1926 és destinat al Batalló de Caçadors d'Àfrica a Tetuan i el 1927 al Terç d'Estrangers, participant en les operacions d'Adrú, Ain-Gorra, Afermun, Rokbaalia, Serguía, Akak i Talvar Jardia. El 1928 és ascendit a tinent i el 1929 és condecorat amb la Gran Creu del Mèrit Militar. El 1930 és destinat al Regiment d'Infanteria Wad Ras de Madrid i el 1931 al Regiment de Carros de Combat.
Durant la Segona República Espanyola exercí com a professor de gimnàstica i participà en diverses proves de pentatló i salts. El cop d'estat del 18 de juliol de 1936 el va sorprendre a Berlín, on hi era donant suport als participants espanyols als Jocs Olímpics d'Estiu de 1936. Tornà a Madrid i intentà passar a la Zona Nacional, però fou detingut, jutjat, condemnat per traïció i en novembre de 1937 tancat a la presó de Porlier, on passà la resta de la guerra civil espanyola.
El 28 de març de 1939 és alliberat i poc després ascendit a capità. Va exercir de professor d'educació física a diversos batallons fins que el 1942 marxà voluntari a lluitar amb la Divisió Blava, participant en la batalla de Krasni Bor. El 1944 torna a Espanya i és ascendit a comandant. El 1950 és nomenat professor d'educació física a l'Acadèmia Militar de Suboficials de Villaverde, on el 1953 és ascendit a tinent coronel. Després de diversos destins el 1955 és destinat a la nova Agrupació de Banderes Paracaigudistes, bressol de la futura BRIPAC. Després de fer proves amb 11a Divisió Aerotransportada dels Estats Units a Alemanya, el 1957 és enviat a la Guerra d'Ifni, en la que s'encarregà de l'alliberament de les posicions de Tiugsa i El Tenin i el comandament de la defensa de Sidi Ifni. El 1958 tornà a Espanya i el 1961 és ascendit a coronel. De 1962 a 1966 dirigí l'Agrupació d'Infanteria "Guadalajara". El 1966 fou ascendit a general de brigada i se li encarregà el comandament de la BRIPAC. Deixà el càrrec el 1970, quan fou ascendit a general de divisió i nomenat comandant militar d'Oviedo. De 1971 a 1972 fou cap de la Divisió Cuirassada Brunete i el 1976 passà a la reserva.